# (16441) Kirchner
(16441) Kirchner ist ein Asteroid des Hauptgürtels, der am 7. März 1989 vom Astronomen Freimut Börngen an der Thüringer Landessternwarte Tautenburg (IAU-Code 33) entdeckt wurde.
Der Asteroid wurde am 11. November 2000 nach dem Maler und Grafiker Ernst Ludwig Kirchner (1880–1938) benannt, einem Gründungsmitglied der Künstlergruppe Brücke und Vertreter des Expressionismus, der auch fotografierte und Holzskulpturen schuf.